# Selenops arikok
Espèce
Selenops arikok est une espèce d'araignées aranéomorphes de la famille des Selenopidae.

## Distribution
Cette espèce est endémique d'Aruba.

## Description
La femelle holotype mesure 7,23 mm.

## Étymologie
Son nom d'espèce lui a été donné en référence au lieu de sa découverte, le parc national Arikok.

## Publication originale
- Crews, 2011 : « A revision of the spider genus Selenops Latreille, 1819 (Arachnida, Araneae, Selenopidae) in North America, Central America and the Caribbean. » ZooKeys, no 105, p. 1-182 (texte intégral).